# 78

78(칠십팔)은 77보다 크고, 79보다 작은 자연수다.

## 수학
- 합성수로, 그 약수는 1, 2, 3, 6, 13, 26, 39, 78이다. 진약수의 합은 90이므로, 78은 과잉수다.
  - 제곱 인수가 없는 5번째 과잉수자, 제곱 인수가 없는 가장 큰 두 자리 과잉수다. 이 성질을 지닌 앞의 수는 70, 다음 수는 102이다. (OEIS의 수열 A087248)
- 5번째 쐐기수이자, 가장 큰 두 자리 쐐기수다. 앞의 쐐기수는 70, 다음 쐐기수는 102이다.
- 12번째 삼각수다. 앞의 삼각수는 66, 다음 삼각수는 91이다.
- {\displaystyle 78=37+41}
  - 연속하는 두 소수(素數)의 합으로 나타낼 수 있으며, 이 성질을 지닌 앞의 수는 68, 다음 수는 84다.
- {\displaystyle 78=2^{2}+5^{2}+7^{2}}
  - 서로 다른 세 자연수의 제곱합으로 나타낼 수 있는 수다.

## 과학
- 백금(Pt)의 원자번호.
- 질소는 공기 중의 78%를 차지한다.
- 78℃: 1기압에서 에탄올의 끓는점을 섭씨로 나타낸 온도(= 172.4℉).
- NGC 78: 물고기자리 방향에 있는 상호작용은하.

## 교통
- 고속도로
  - 주간고속도로 제78호선: 펜실베이니아주 유니언타운십(영어판)에서 뉴욕주 뉴욕까지 이어지는 미국의 주간고속도로.
  - 유럽 고속도로 78호선(영어판): 이탈리아 그로세토에서 파노까지 이어지는 유럽 고속도로.
- 국도 제78호선
  - 미국 78번 국도: 테네시주 멤피스에서 사우스캐롤라이나주 찰스턴까지 이어지는 미국의 국도.
- 기타 도로
  - 현도 제78호선

## 군사
- U-78: 독일의 군용 잠수함. 제1차 세계 대전에 사용된 1915년제 모델(영어판)과 제2차 세계 대전에 사용된 1940년제 모델(영어판)이 있다.

## 문화유산
- 대한민국의 국보 제78호: 금동미륵보살반가사유상
- 대한민국의 보물 제78호: 원주 거돈사지 원공국사탑비

## 방송
- 스카이라이프의 채널U 채널 번호.
- 지니 TV의 라이프타임 채널 번호.[1]
- B tv의 씨네프 채널 번호.
- LG헬로비전의 GTV 채널 번호.
- B tv 케이블의 원스 채널 번호.

## 기타
- 날짜: 7월 8일
- 연도: 78년, 기원전 78년
- 만화 《닥터 슬럼프》는 총 78부작이다.

1. ↑  KT HCN의 채널 번호가 같다.